# MicroProse
MicroProse este un dezvoltator de jocuri video și producător, întemeiat de Wild Bill Stealey și Sid Meier în 1982 ca Microprose Software.